# Campionats del món de ciclisme en ruta de 1966
Els Campionats del món de ciclisme en ruta de 1966 es disputaren el 25 d'agost de 1966 a Nürburgring, Alemanya.

## Resultats
| Proves :                            | Or                                                                           | Or         | Argent                                                                       | Argent | Bronze                                                                      | Bronze   |
| Masculines                          |                                                                              |            |                                                                              |        |                                                                             |          |
| Cursa en línia masculina detalls    | Rudi Altig · RFA                                                             | 7h 21' 10" | Jacques Anquetil · França                                                    | m. t.  | Raymond Poulidor · França                                                   | m. t.    |
| Cursa en línia masculina amateur    | Evert Dolman · Països Baixos                                                 | 4h 59' 43" | Leslie West · Regne Unit                                                     | -      | Willy Skibby · Dinamarca                                                    | -        |
| Contrarellotge per equips masculins | Dinamarca · Werner Blaudzun · Jørgen Hansen · Ole Hojlund · Flemming Wisborg | 2h 09' 03" | Països Baixos · Eddy Beugels · Tiemen Groen · Harry Steevens · Rini Wagtmans | + 24"  | Itàlia · Attilio Benfatto · Luciano Dalla Bona · Mino Denti · Pietro Guerra | + 1' 02" |
| Femenines                           |                                                                              |            |                                                                              |        |                                                                             |          |
| Cursa en línia femenina detalls     | Yvonne Reynders · Bèlgica                                                    | 1h 27' 21" | Keetie Hage · Països Baixos                                                  | m. t.  | Aino Pourenen · Unió Soviètica                                              | m. t.    |

## Medaller
| Posició | País           | Or | Plata | Bronze | Total |
| 1       | Països Baixos  | 1  | 2     | 0      | 3     |
| 2       | Dinamarca      | 1  | 0     | 1      | 2     |
| 3       | RFA            | 1  | 0     | 0      | 1     |
| 3       | Bèlgica        | 1  | 0     | 0      | 1     |
| 5       | França         | 0  | 1     | 1      | 2     |
| 6       | Regne Unit     | 0  | 1     | 0      | 1     |
| 7       | Itàlia         | 0  | 0     | 1      | 1     |
| 7       | Unió Soviètica | 0  | 0     | 1      | 1     |
| Total   | Total          | 4  | 4     | 4      | 12    |